# 1ra. Yalxex
1ra. Yalxex är en ort i Mexiko.   Den ligger i kommunen Chilón och delstaten Chiapas, i den sydöstra delen av landet, 800 km öster om huvudstaden Mexico City. 1ra. Yalxex ligger 945 meter över havet och antalet invånare är 255.
Terrängen runt 1ra. Yalxex är huvudsakligen kuperad, men västerut är den bergig. Runt 1ra. Yalxex är det ganska tätbefolkat, med 54 invånare per kvadratkilometer. Närmaste större samhälle är Suluphuitz, 8,2 km väster om 1ra. Yalxex. I omgivningarna runt 1ra. Yalxex växer i huvudsak städsegrön lövskog.